# Estación de Landen
La estación de Landen es una estación de tren belga situada en Landen, en la provincia del Brabante Flamenco, región Flamenca.
Pertenece a la línea  de S-Trein Lieja.

## Situación ferroviaria
La estación se encuentra en la línea 36 (Bruselas-Lieja).

## Intermodalidad
| Landen Station | Landen Station        |
| Líneas regulares |                       |
| --- | --------------------- |
| \| Línea \| Recorrido \| \| ----- \| --------------------- \| \| 21a \| Hasselt ↔ Landen \| \| 42 \| Sint-Truiden ↔ Landen \| \| 346 \| Landen ↔ Tienen \| \| 348 \| Etterbeek ↔ Terhulpen \| |                       |
| Línea | Recorrido             |
| 21a | Hasselt ↔ Landen      |
| 42 | Sint-Truiden ↔ Landen |
| 346 | Landen ↔ Tienen       |
| 348 | Etterbeek ↔ Terhulpen |